# Rambo III
Rambo III är en amerikansk actionfilm som hade biopremiär i USA den 25 maj 1988. Den regisserades av Peter MacDonald och är den tredje filmen om Rambo.

## Handling
I filmen åker Rambo till Afghanistan för att befria sin vän överste Trautman från ett sovjetiskt fångläger. 

## Om filmen
- Ironiskt nog hade Sovjetunionen, efter nästan nio års militär närvaro, dragit sig ut ur Afghanistan tio dagar innan filmen hade premiär.

## Rollista (urval)
- Sylvester Stallone – Rambo
- Richard Crenna – Trautman
- Marc de Jonge – Zaysen
- Kurtwood Smith – Griggs
- Randy Raney – Kourov